# موتسكا
موتسكا هي قرية تقع في إقليم ياش في رومانيا وبلغ عدد سكانها 5,089 نسمة في عام 2002م.